# Camilla Johansson (fotbollsspelare)
Eva Camilla Johansson, gift Lindqvist, född 15 maj 1989 i Piteå, är en svensk före detta fotbollsspelare som spelade för Piteå IF.

## Karriär
Johansson spelade mellan 2009 och 2012 för Piteå IF. Under 2009 lånades hon även ut till Infjärdens SK. Efter säsongen 2012 lämnade Johansson klubben.